# Эккерсберг, Кристоффер Вильхельм
Кристоффер Вильхельм Эккерсберг (дат. Christoffer Wilhelm Eckersberg; 2 января 1783, Блокрог — 22 июля 1853, Копенгаген) — датский живописец и педагог, основоположник Золотого века датской живописи.

## Биография
Кристоффер Эккерсберг родился в Блокроге (дат. Blåkrog) на юге полуострова Ютландия. С 1803 года учился в Датской королевской академии искусств в Копенгагене, закончил её в 1809 году с золотой медалью и получил стипендию для поездки в Париж. В 1811—1812 годах учился в мастерской у Ж. Л. Давида. В 1813—1816 годах жил в Риме. С 1817 года — профессор Академии искусств в Копенгагене, в 1827—1829 — её директор. Из-за проблем со зрением в 1840 годах перестал заниматься живопись. Умер 22 июля 1853 года в Копенгагене во время эпидемии холеры. Похоронен в Копенгагене.

## Творчество
Эккерсберг испытал влияние эстетики европейского классицизма, чем оказал значительное воздействие на развитие национальной школы живописи, явился одним из основоположников Золотого века датской живописи.
Ранние пейзажи итальянского периода творчества художника: «Тибр около Понте Ротто»; «Вид сквозь арки Колизея», «Интерьер Колизея» (Государственный музей искусств) созданы в манере академической живописи XIX века. В Италии Эккерсберг написал портрет скульптора Б. Торвальдсена (1814). Картина написана в неоклассическом стиле рубежа XVIII—XIX веков. В подобном стиле написаны портреты «Госпожа Шмидт» (1814), «Семейство Натансон» (1818), «Девушка из семьи Марсман» (1820). Из поздних картин следует назвать морские пейзажи «Русский линейный корабль на рейде» (1828), «Морской пейзаж с парусником» (1831—32), «Корвет „Галатея“ в бурю» (1839) и портрет «Женщина перед зеркалом» (1841). Пейзажи Эккерсберга отличаются красочной, светлой и нежной гаммой, точностью прорисовки деталей.

## Галерея

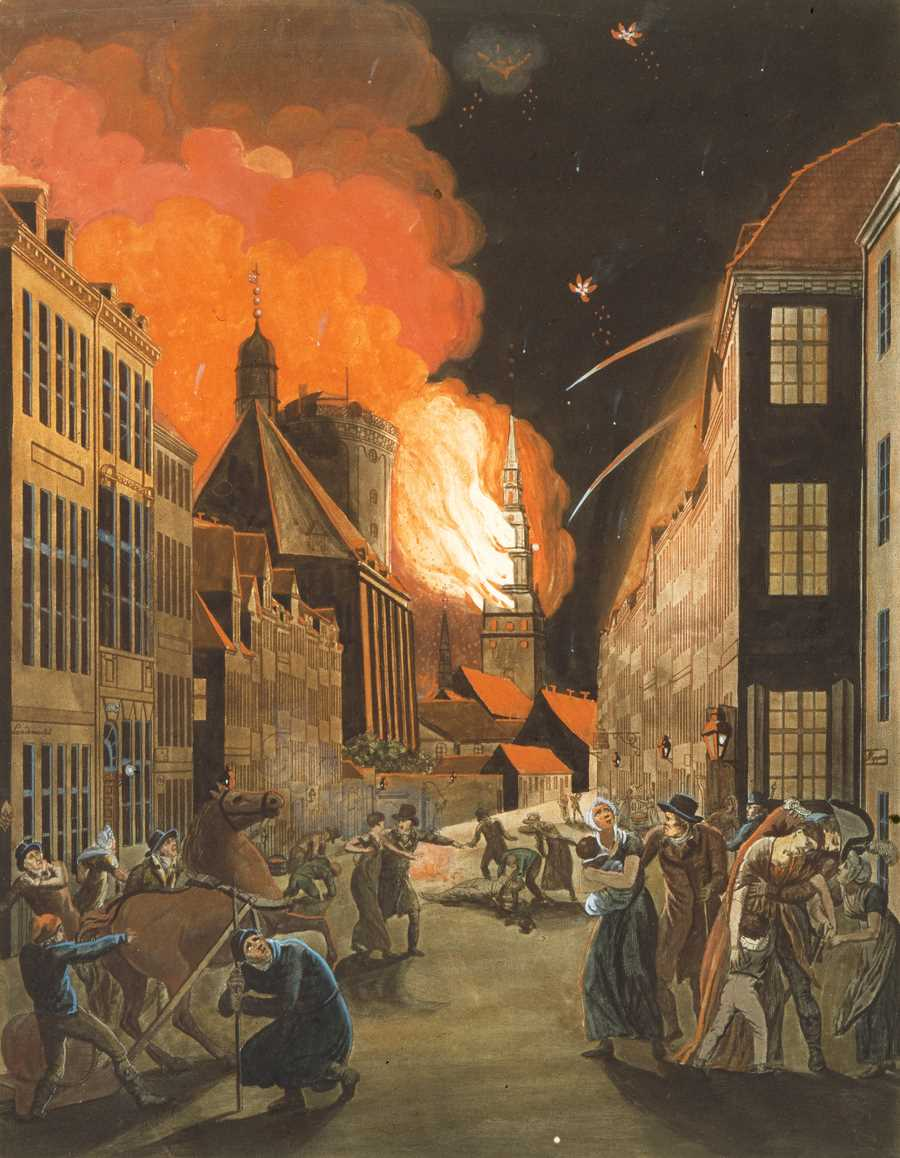
«Бомбардировка Копенгагена англичанами», 1807 г.
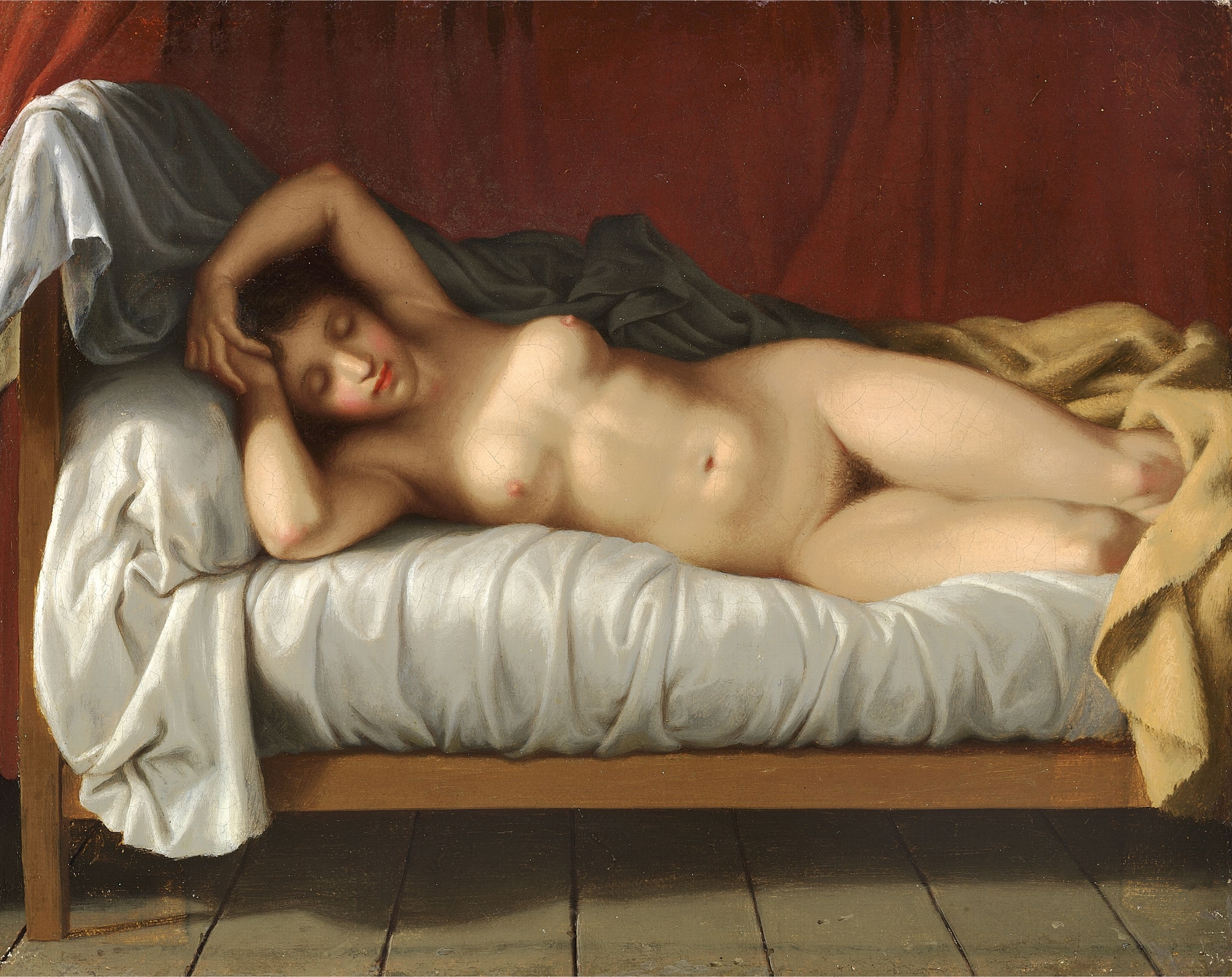
«Отдыхающая женщина», 1810—1813 гг.
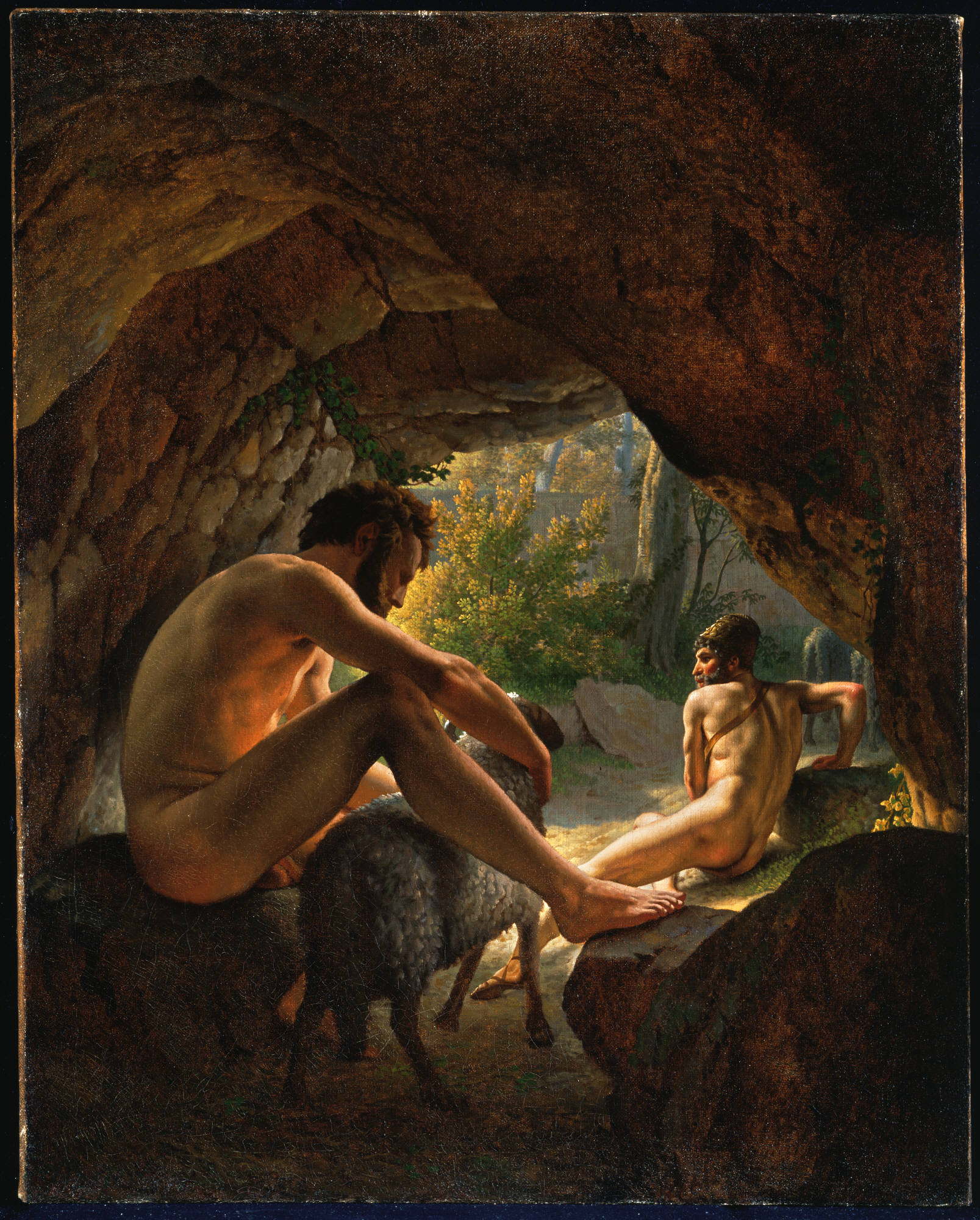
Одиссей, бегущий из пещеры Полифема, 1812 г.
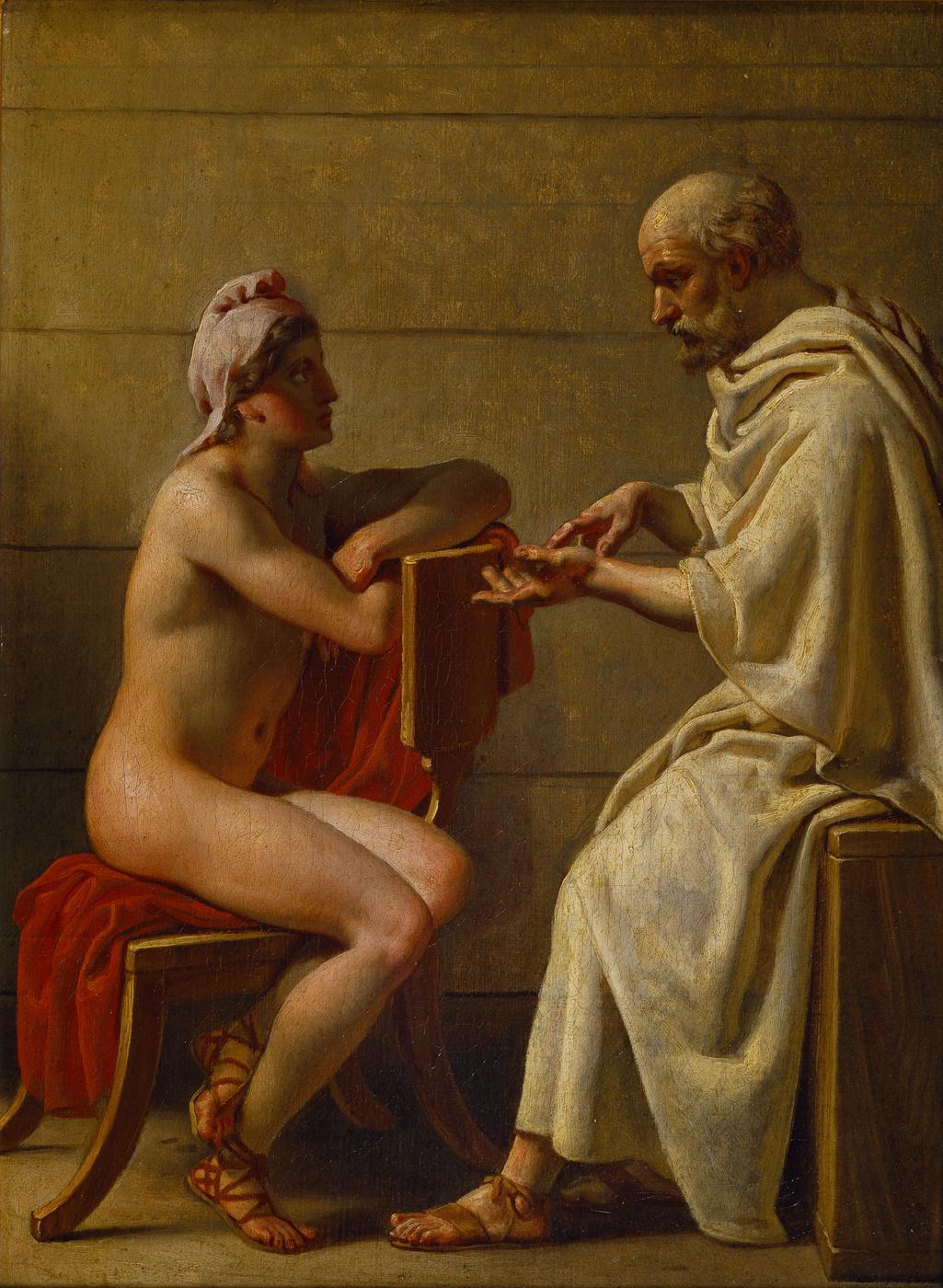
Сократ и Алкивиад, 1813 г.
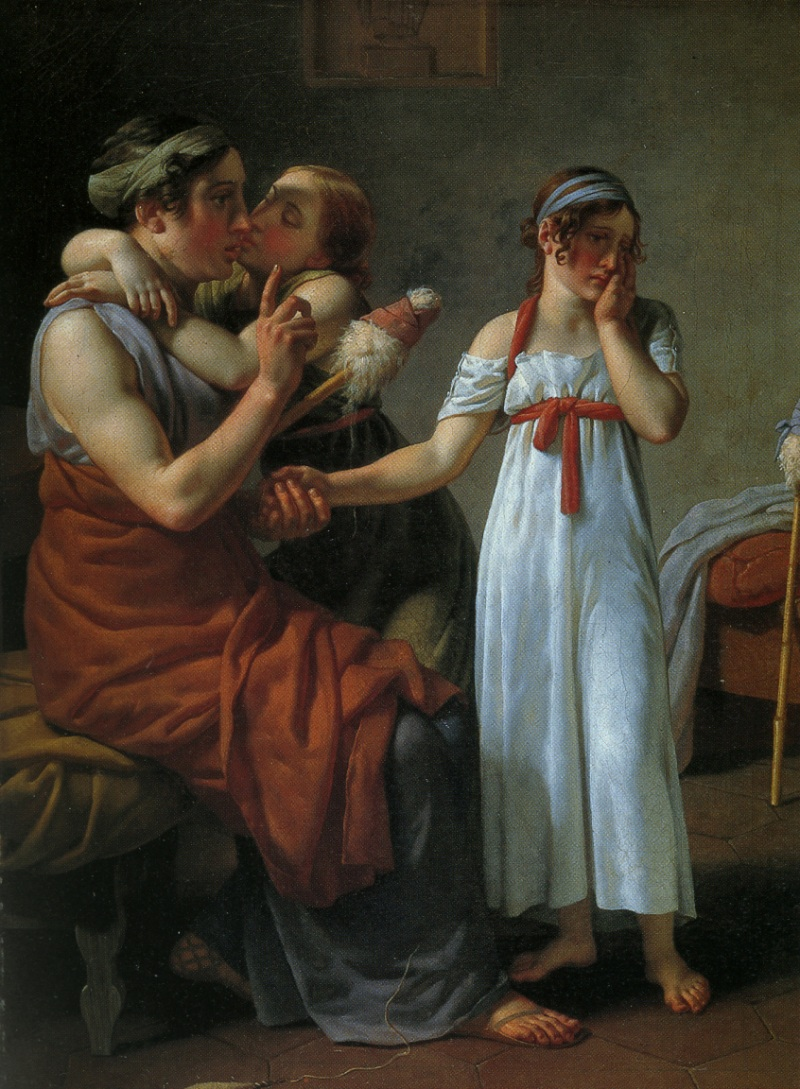
«La bonne mère», 1813 г.
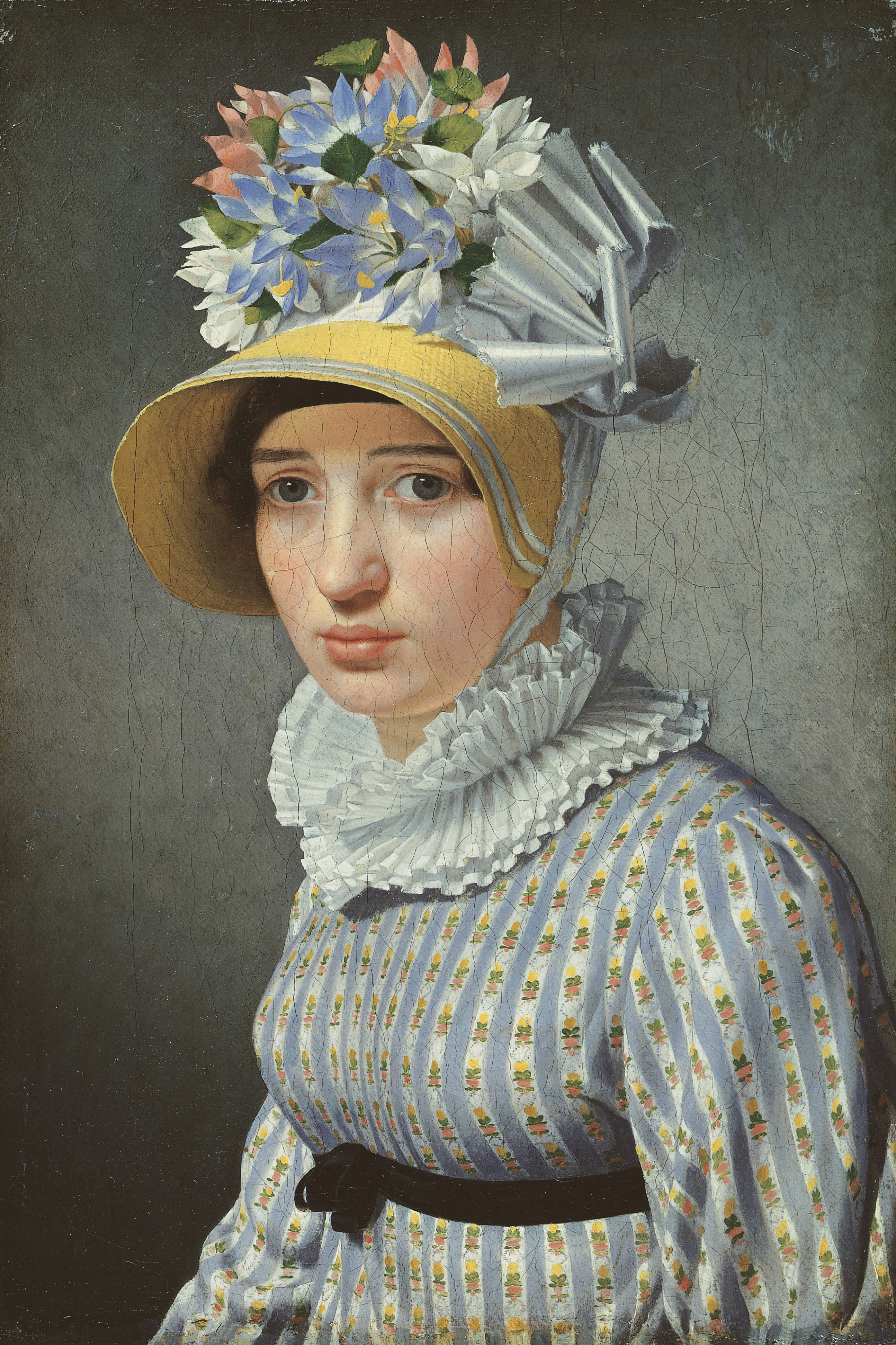
«Портрет Анны Марии Маньяни», 1814 г.
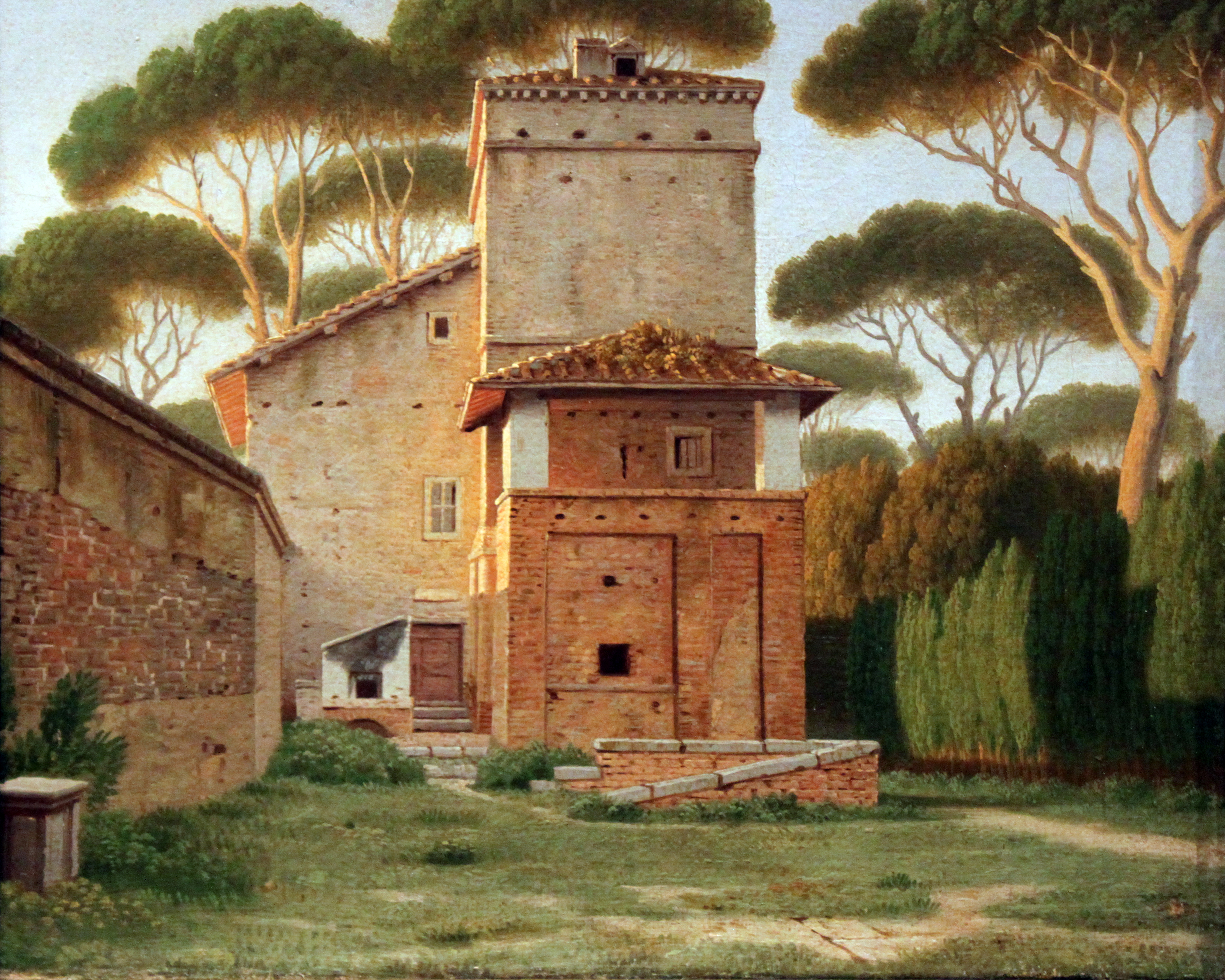
«Сторожка в парке виллы Боргезе, Рим», 1816 г., Гамбургский кунстхалле
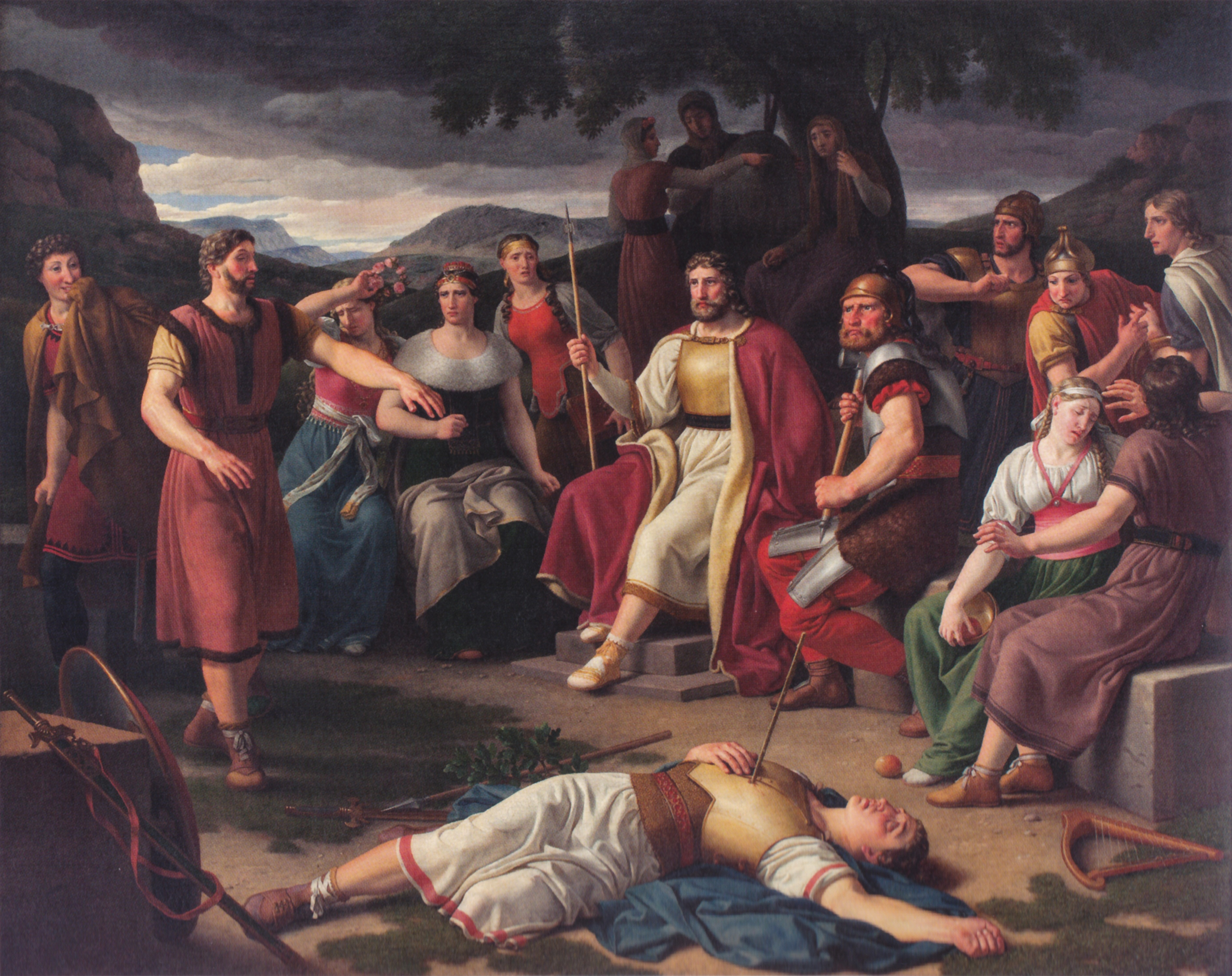
«Смерть Бальдра», 1817 г.
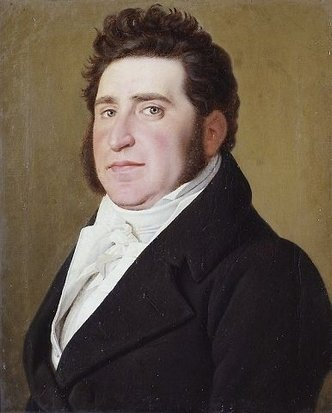
Портрет Менделя Левина Натансона, 1819 г.
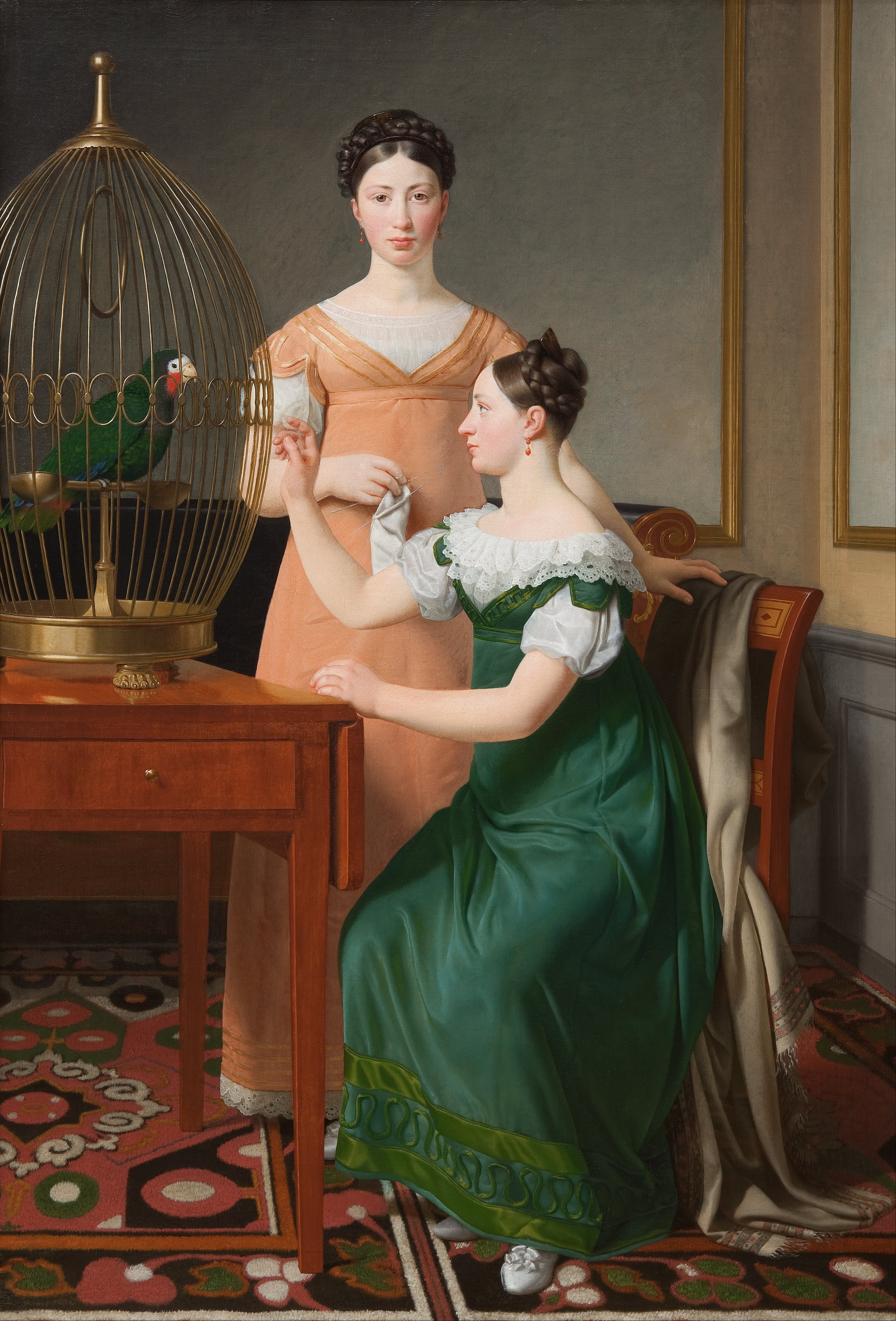
Портрет старших дочерей Менделя Натансона Беллы и Ханны, 1820 г.
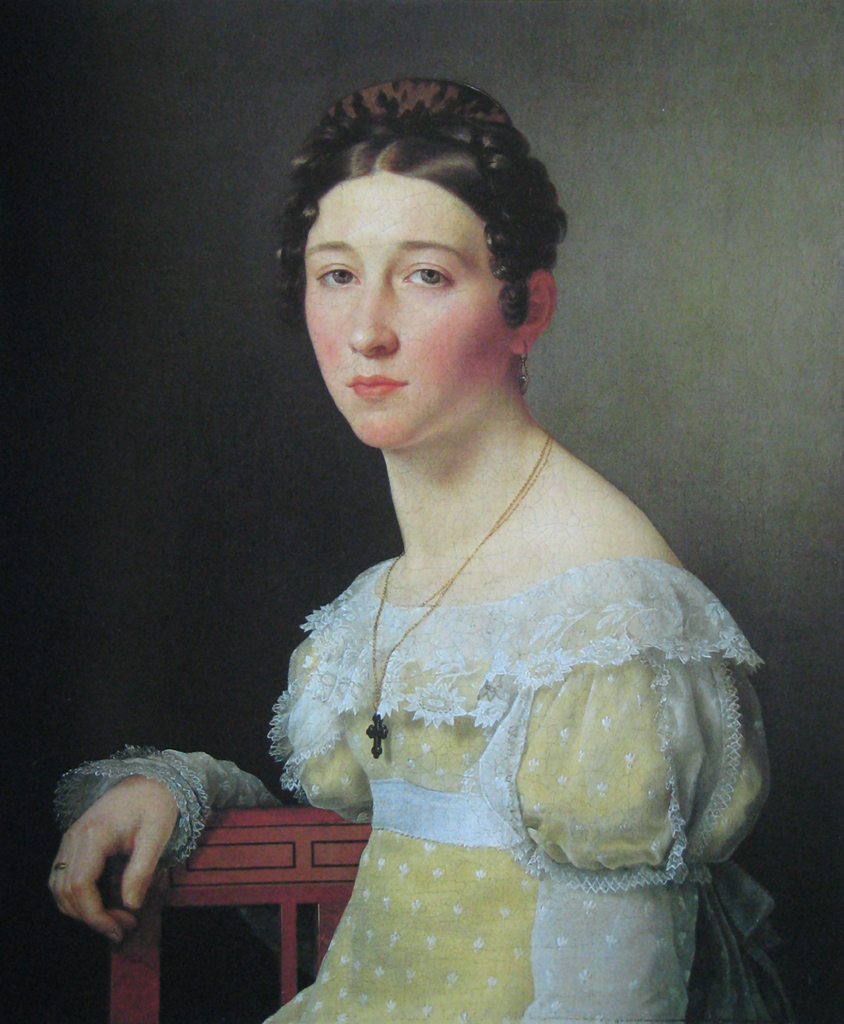
«Девушка из семьи Марсман», 1820 г.
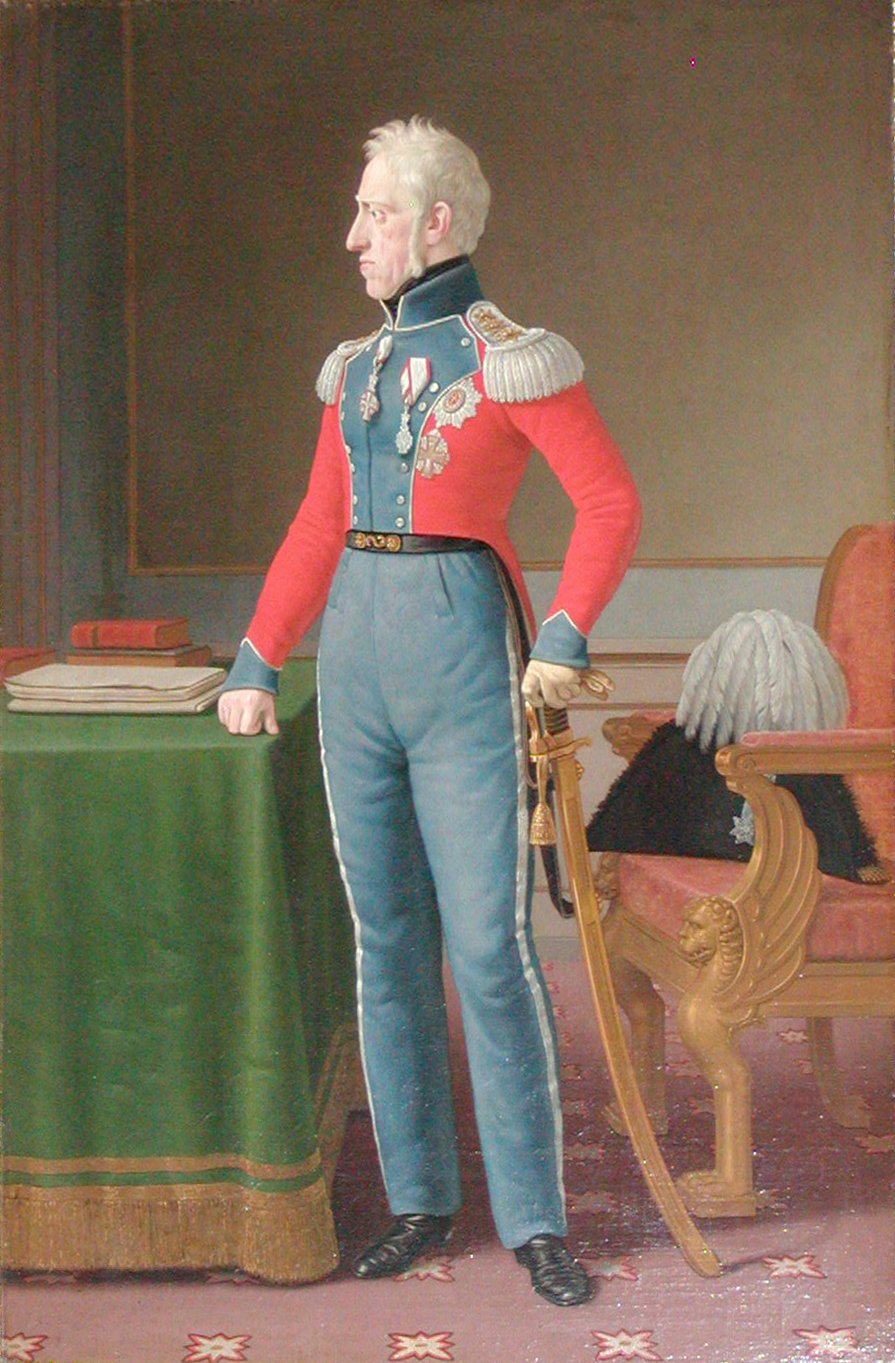
«Фредерик VI», 1825 г.
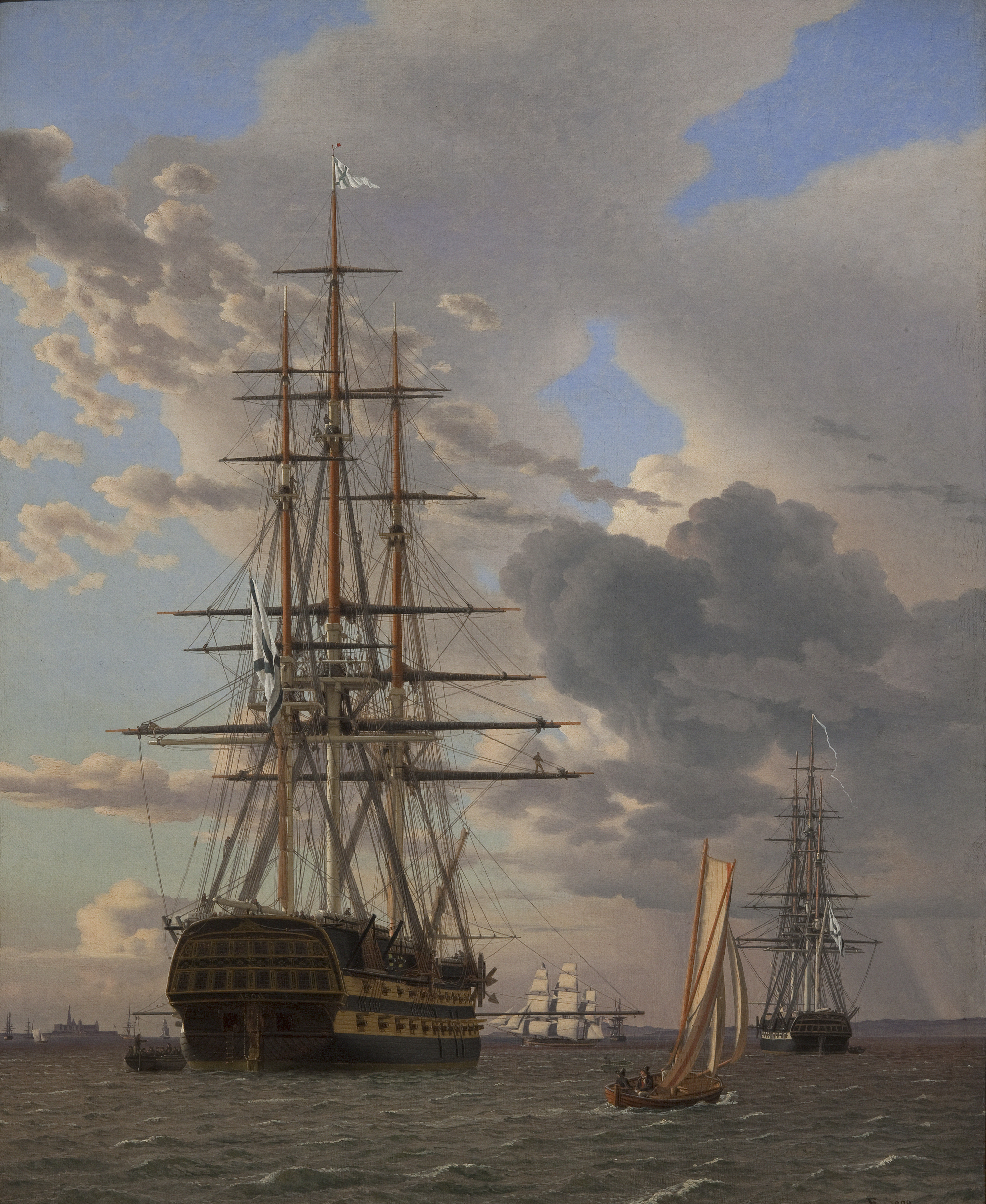
«Русский линейный корабль «Азов» и фрегат на якоре на рейде Эльсинора», 1828 г.
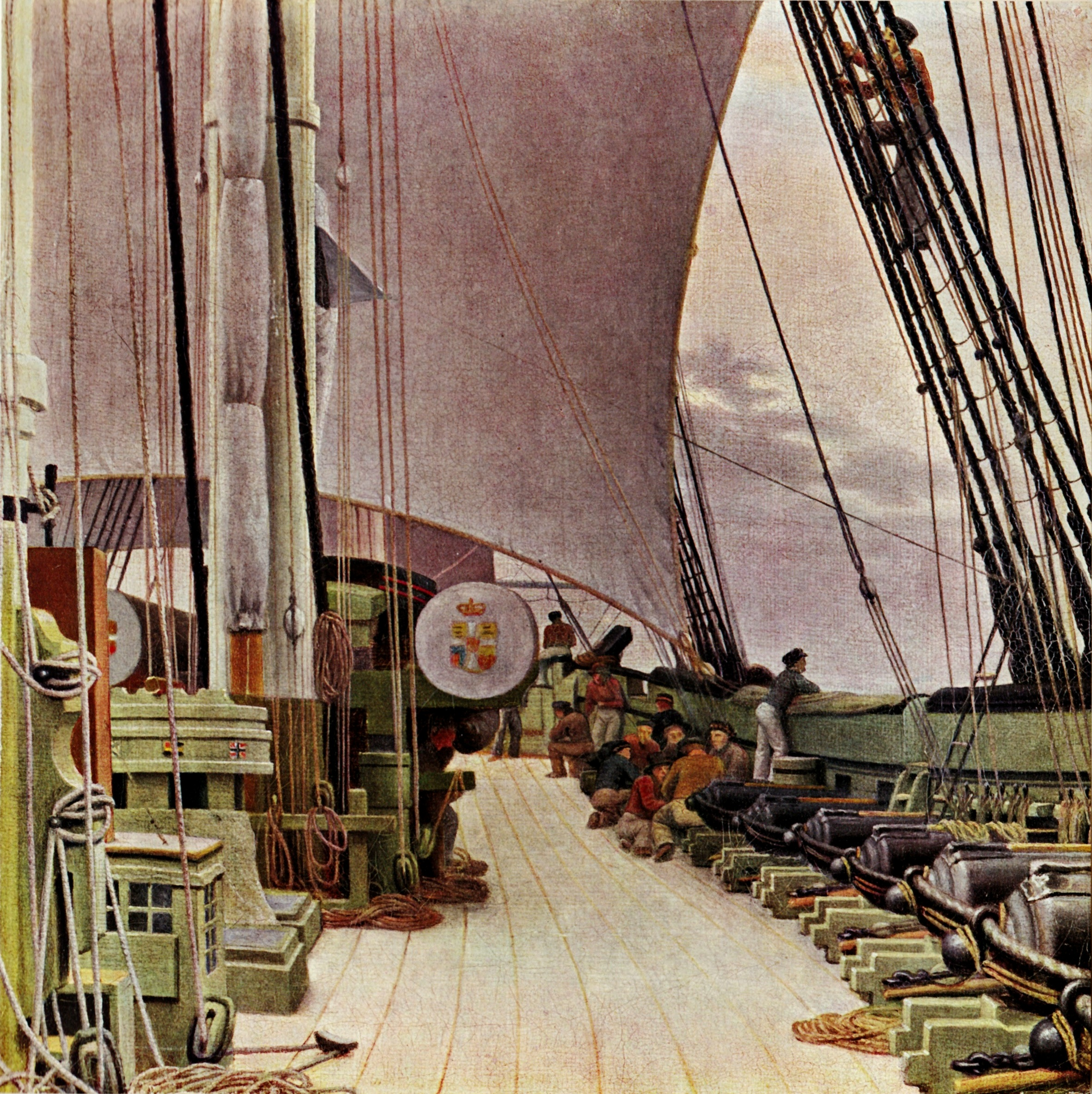
На батарейной палубе корвета «Наяда», 1833 г.
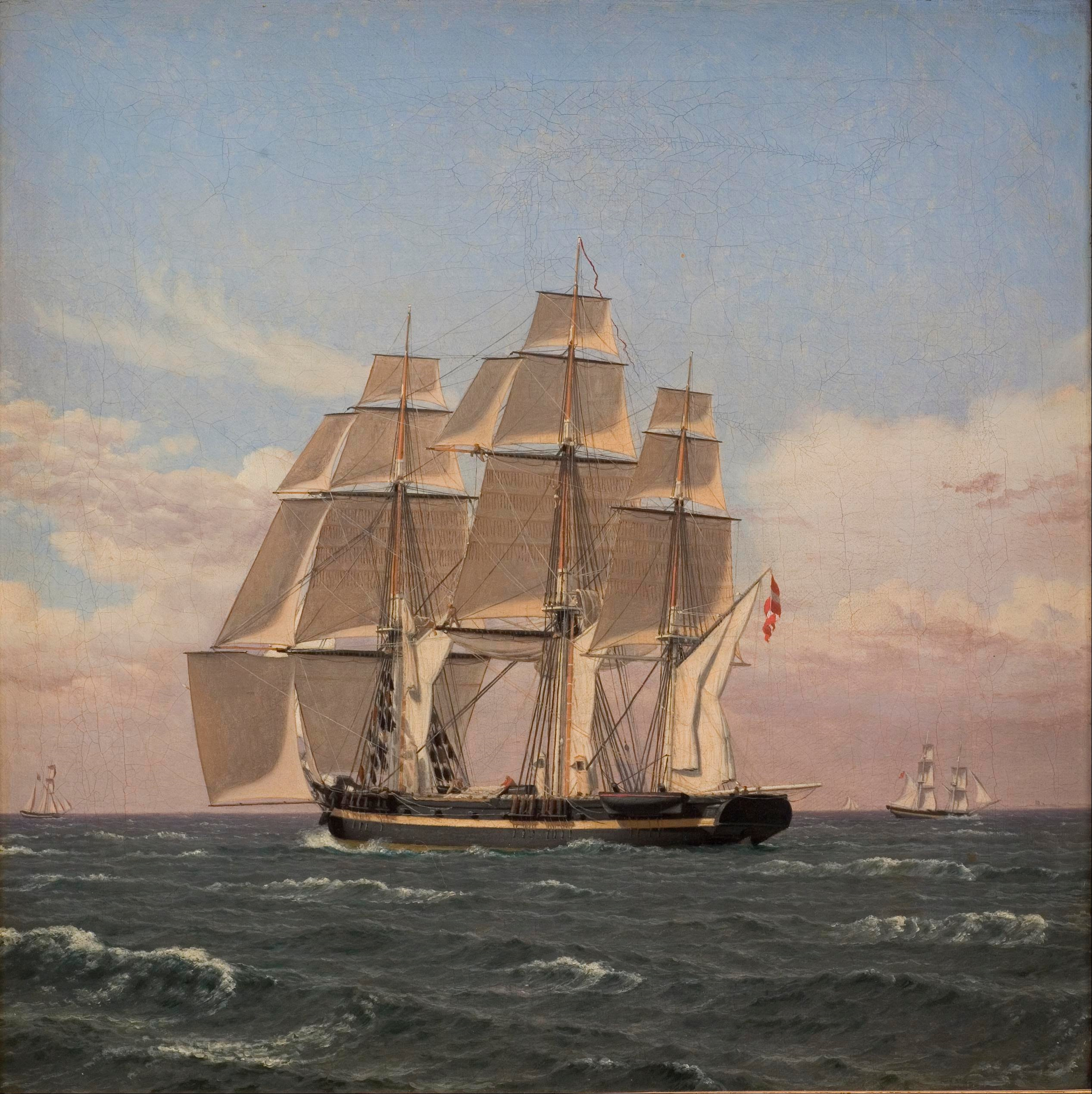
Корвет «Наяда» под всеми парусами, 1835 г.
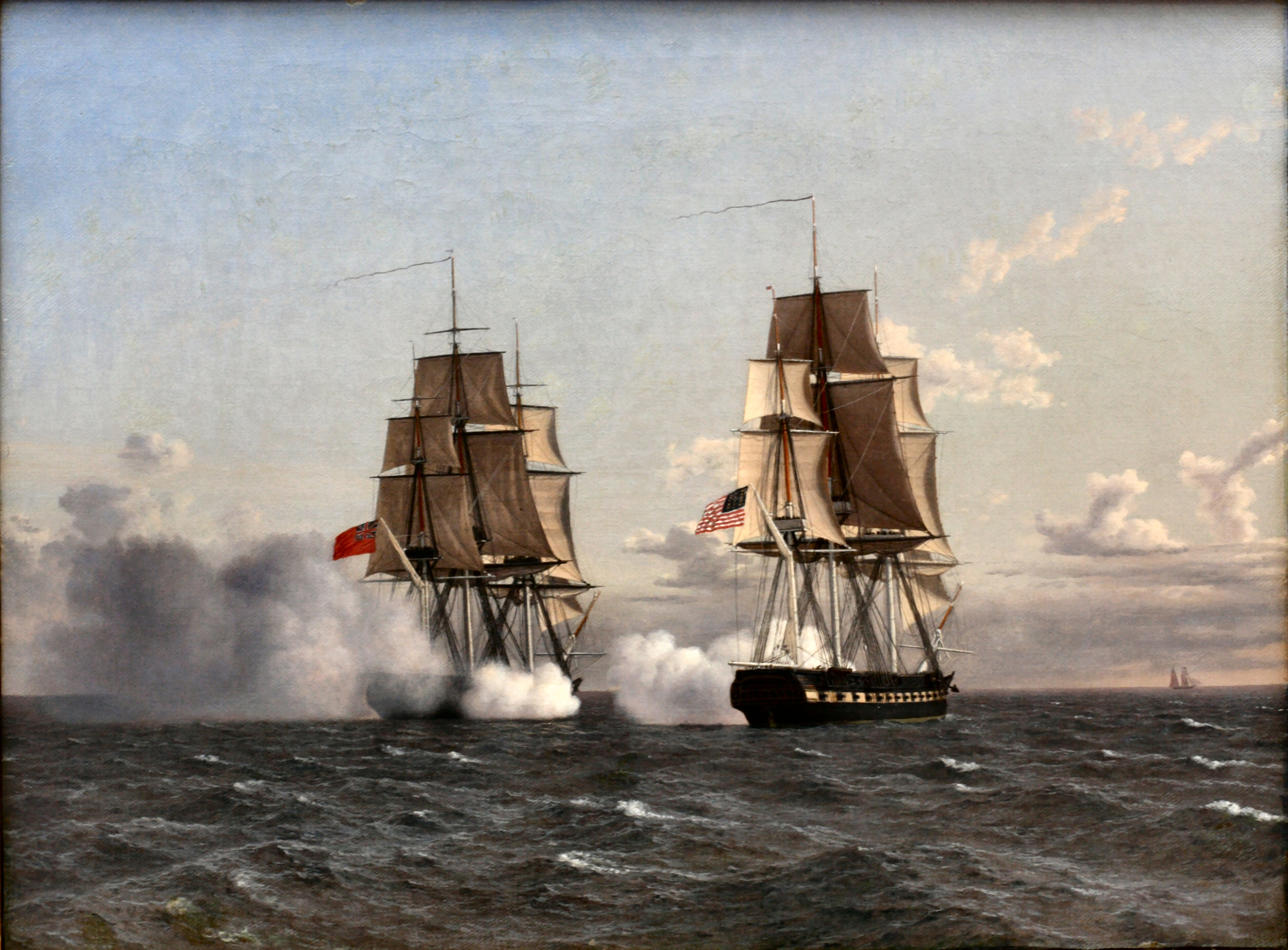
Бой английского фрегата «Шеннон» с американским фрегатом «Чесапик», 1836 г.
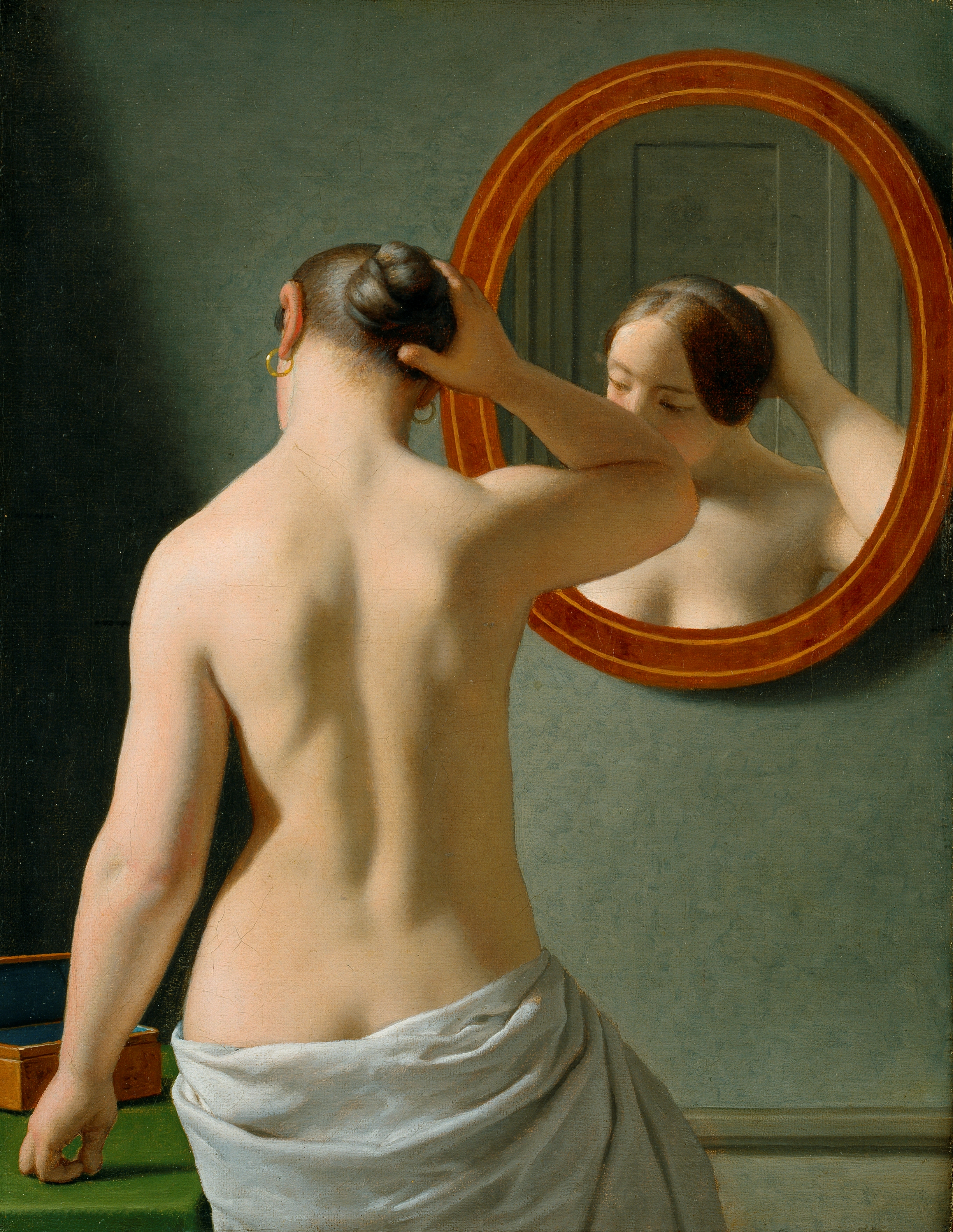
«Женщина перед зеркалом», 1841 г.
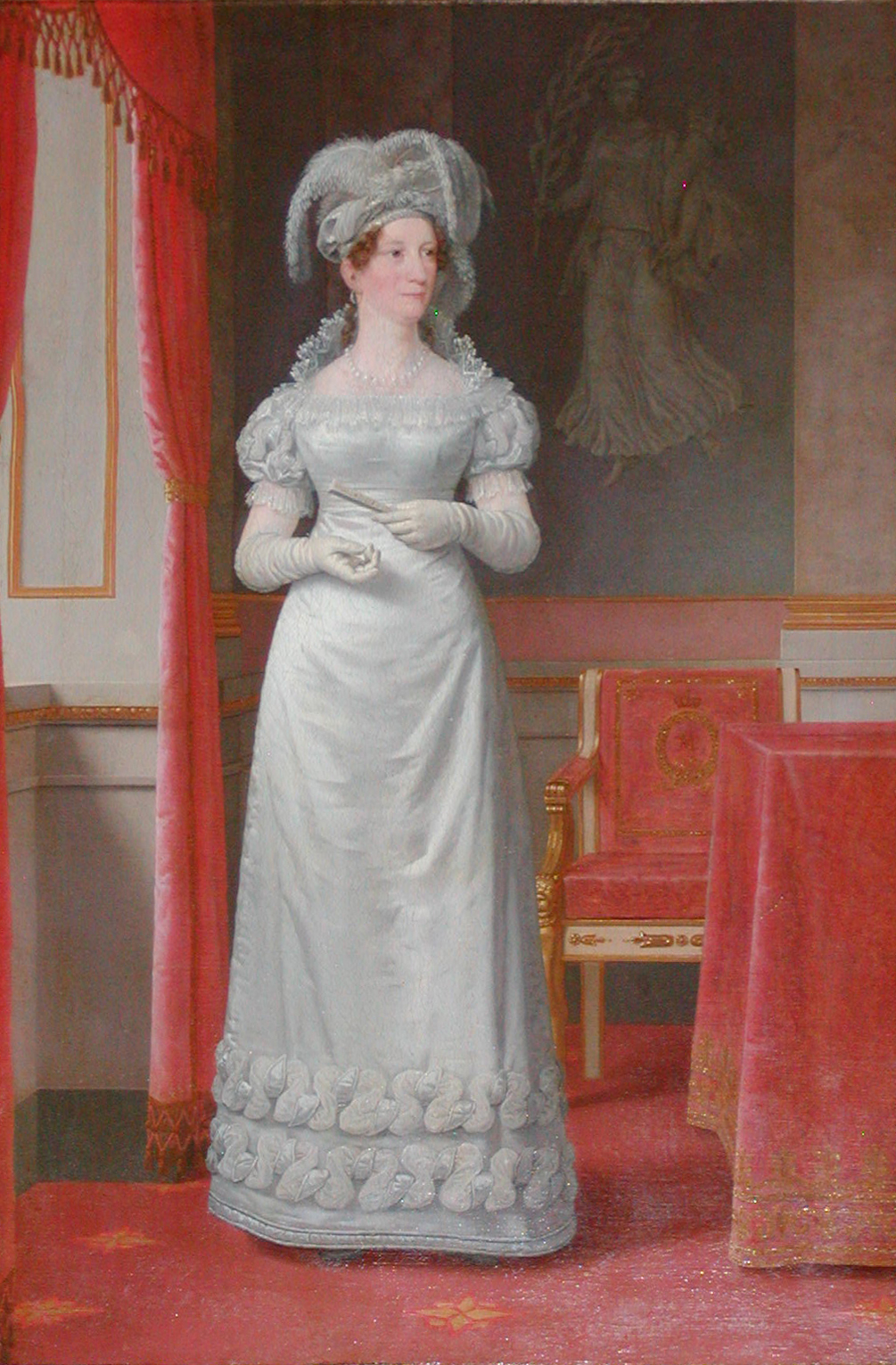
«Королева Мария София Фредерика», 1800-е гг.